# 小澤三敏
小澤 三敏（おざわ みつとし、1935年12月9日 - ）は、日本の経営者。住友重機械工業社長を務めた。京都府京都市出身。

## 経歴
1958年に大阪大学工学部機械工学科を卒業し、同年に住友重機械工業に入社。1986年6月に取締役を就任し、1989年6月に常務、1991年6月に専務を経て、1993年4月に社長に就任。1999年4月に会長に就任し、2002年6月から相談役を務めた。